# Plzák španělský
Plzák španělský (Arion vulgaris) je plž z čeledi plzákovitých pocházející ze severní části Pyrenejského poloostrova, západní Francie a jižní Anglie. Rostlinným materiálem a odpady byl od roku 1955 zavlečen do velké části Evropy a od roku 1998 také do USA. V novém areálu je to velice nepříjemný invazní druh škodlivého plže, který vytlačuje původní druhy plzáků a páchá obrovské škody v zemědělství.

## Vzhled

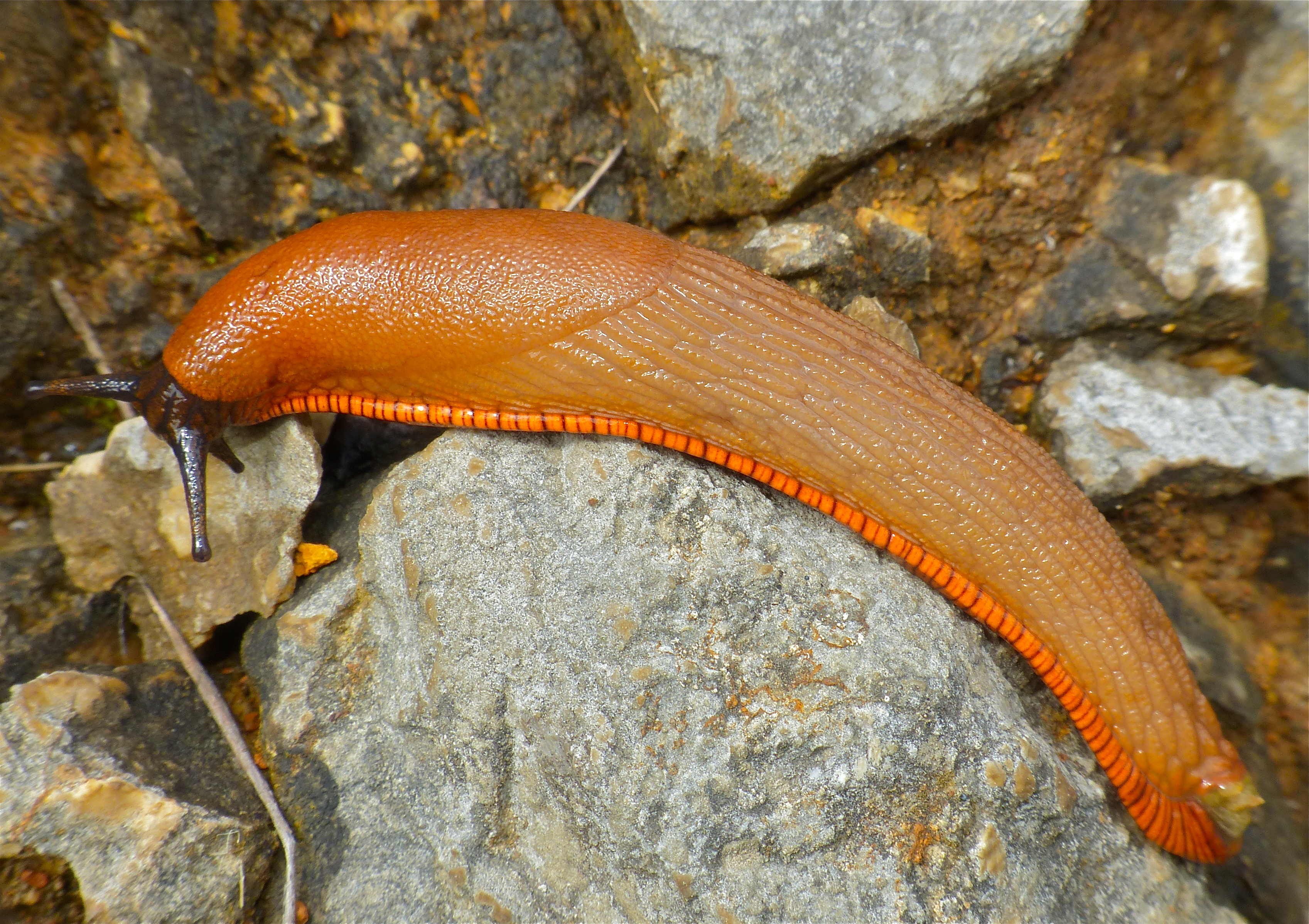
Plzák španělský

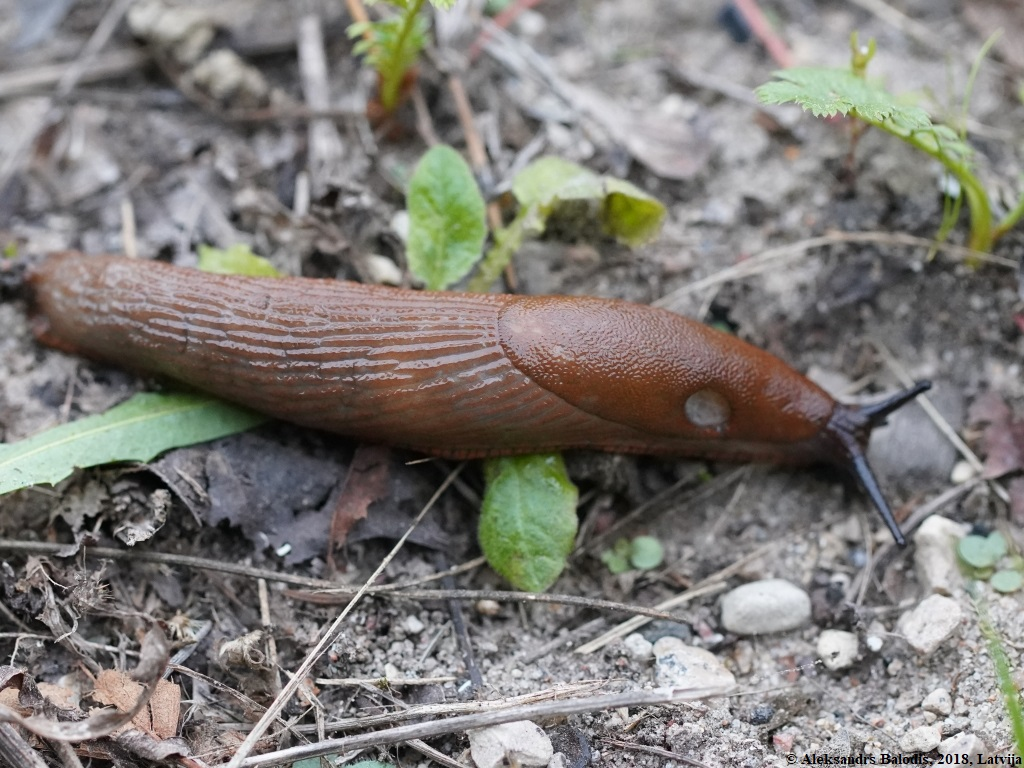
Plzák španělský

Plzák španělský dorůstá v dospělosti délky 8–12 cm a jeho zbarvení se nachází někde mezi oranžovou a hnědou. Hmotnost se pohybuje mezi 3 a 27 g.[zdroj?] Dosti se podobá plzáku lesnímu, který je ovšem v průměru světlejší a dorůstá větší velikosti. Výrazný rozdíl mezi oběma druhy se objevuje ve zbarvení mladých jedinců – zatímco u plzáka lesního jsou tito jednobarevní (bílí či nažloutlí), malí plzáci španělští jsou pestře zabarveni v odstínech žluti až hnědi se dvěma světlými pruhy na zádech.

## Historie invaze
Původní areál plzáka španělského zahrnuje severní část Pyrenejského poloostrova, západní Francii a jižní Anglii. Invaze druhu započala v 50. letech 20. století. Za její příčinu lze považovat zvýšenou míru převozu sazenic a jiných zemědělských materiálů, se kterými se plzák mohl začít rozšiřovat. Nejdříve se objevil ve Švýcarsku (1955), následovalo rozšíření do Německa, Itálie a Rakouska a poté se již proces změnil v masivní invazi napříč celou Evropou. V roce 1998 byl potvrzen výskyt i v Severní Americe. Přemnožení značného rozsahu, která už nelze brát jako lokální a jež jsou doprovázena rozsáhlými ekonomickými škodami, se v současné době objevují ve Skandinávii, Beneluxu a na severu Německa.
V České republice se plzák španělský poprvé objevil v roce 1991, od té doby se úspěšně šíří zejména v zemědělské a kulturní krajině, kde opakovaně dochází k jeho zatím jen lokálním přemnožením. Výskyt byl však doložen i na stanovištích jen minimálně narušených lidskou činností.
Jakožto jeden ze zásadních důvodů dosavadní úspěšnosti tohoto druhu lze uvést nedostatek přirozených nepřátel a parazitů, kteří se s ním doposud nestihli na nová působiště rozšířit. Parazité, běžně napadající zástupce rodu plzák vyskytující se v České republice už dlouhou dobu, nejsou z neznámých důvodů v případě plzáka španělského příliš úspěšní.

## Rozšíření
- Původní: Pyrenejský poloostrov (severní část), západní Francie, jižní Anglie.
- Nepůvodní: Belgie, Česká republika, Dánsko, Faerské ostrovy, Finsko, Itálie, Lotyšsko, Německo, Nizozemsko[4], Polsko, Rakousko, Severní Amerika, Skandinávie, Slovensko, Švýcarsko, Slovensko, Maďarsko, Ukrajina.

## Ekologie

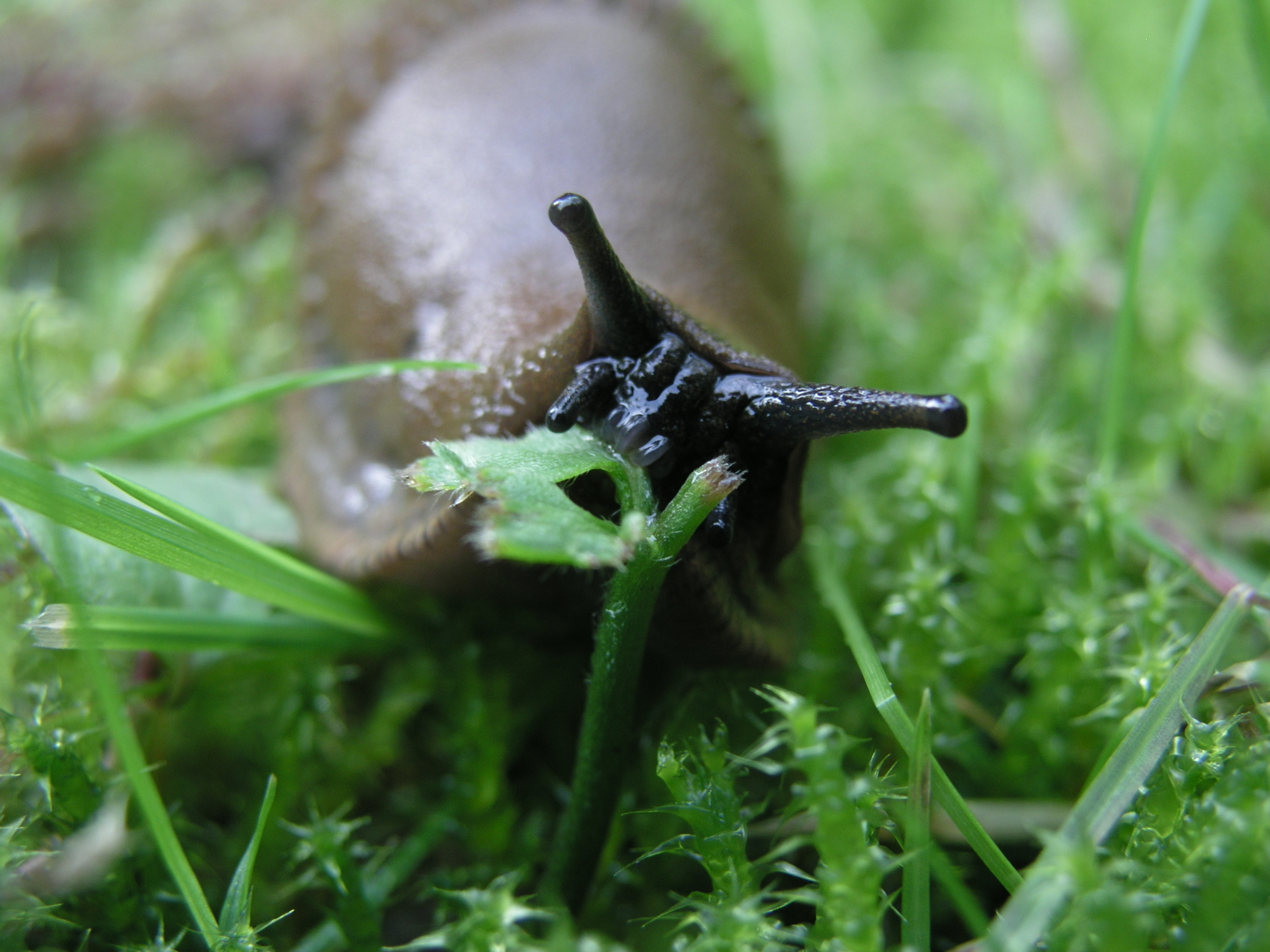
Hlava plzáka španělského

Plzák španělský s oblibou vyhledává kulturní plochy. Skrývá se na vlhkých stinných stanovištích, kde klade vajíčka a čeká na vhodné podmínky. Po deštích tato skrytá stanoviště opouští a proniká i na volné prostranství. S oblibou požírá různé komodity pěstované zahrádkáři či zemědělci – zejména salát, zelí, řepku atd. Dospělý jedinec zkonzumuje za sezónu až 1 kilogram rostlinné hmoty.

## Rozmnožování

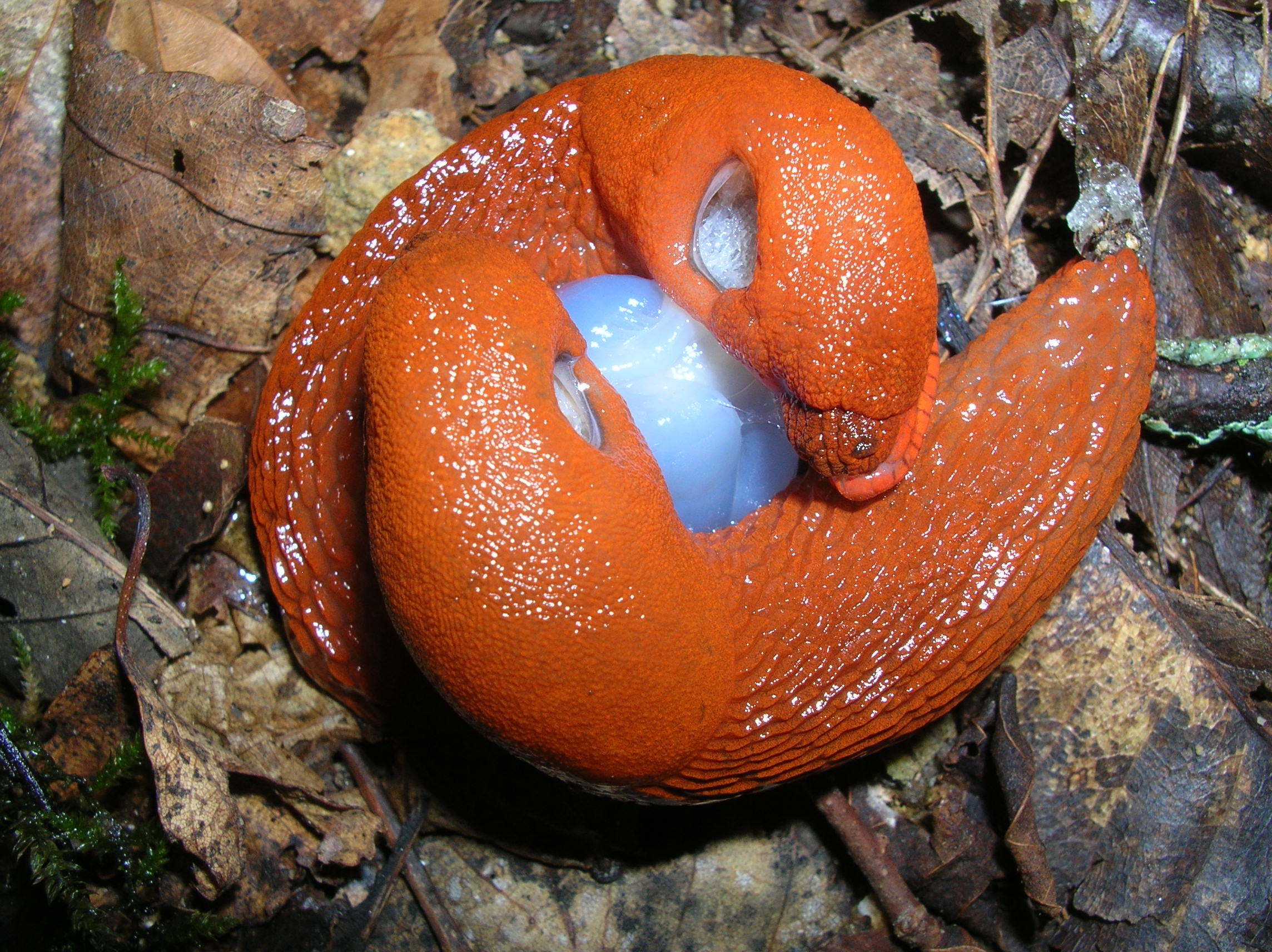
Plzáci španělští při páření

Plzák španělský je jako všichni plicnatí plži hermafrodit. Při kopulaci se oba jedinci vzájemně oplodní a oba pak kladou vajíčka. K tomuto dochází (v podmínkách České republiky) jednou do roka, a to koncem června. Vajíčka jsou kladena od poloviny srpna do konce září (je-li nástup zimy opožděn, pak se může období snůšky protáhnout až do půli prosince), přičemž jeden plzák je schopen naklást až 230 vajíček.[zdroj?] Mladí jedinci se líhnou nejdříve po 38 dnech,[zdroj?] při nízkých teplotách se vývoj prodlužuje. V případě pozdně kladených vajíček dochází k jejich přezimování a vylíhnutí na jaře.

## Boj proti invazi
Sběr jedinců (na menších pozemcích), odstranění přirozených úkrytů a případné kladení pastí (nutno pravidelně vybírat). Sesbíranými jedinci je možno přikrmovat kachny nebo prasata. Plzáky aktivně vyhledávají kachny plemena indický běžec, které jsou především masožravé a v Asii se využívají k likvidaci škůdců na rýžových polích. Dále jsou možné chemické moluskocidy: postřiky (methiocarb) či otrávené návnady (metaldehyd). Druhá varianta má tu výhodu, že je selektivnější. Jako prostředky biologického boje lze použít hlístice (Phasmarhabditis hermaphrodita, nutno aplikovat v době líhnutí) či larvy druhu Tetanocera elata. Vajíčka spolehlivě likviduje dravý plž skelnatka drnová (Oxychilus cellarius).
K větší či menší regulaci tohoto druhu by mohlo přispět i množství původních predátorů, v jejichž jídelníčku se vyskytují domácí druhy rodu Arion. Z plazů je to především slepýš křehký, z žab ropucha obecná, zelená, i krátkonohá, skokani, dále střevlíci, slimák největší (Limax maximus), který příležitostně konzumuje menší plže, ježek (oba druhy vyskytující se v České republice), kos černý apod. Zásadním problémem biologického boje je absence nebo nedostatek úkrytů pro jmenované predátory v kulturní krajině dneška.
Žádoucí je likvidovat úkryty plzáků, ovšem snažení nemusí být úspěšné, protože plzák španělský je schopen vměstnat se do neuvěřitelně úzkých štěrbin a přečkat sucho ve dne v prasklině v půdě; pochází totiž z jižních oblastí, kde se po miliony let adaptoval na sucho.